# Phyllodrepaniaceae
Phyllodrepaniaceae es una familia de musgos perteneciente al orden Bryales.
Según The Plant List comprende 3 géneros con 17 especies descritas y de estas, solo 4 aceptadas.

## Taxonomía
La familia fue descrita por Marshall Robert Crosby y publicado en Revue Bryologique et Lichénologique 37: 347. 1970[1971]. El género tipo es: Phyllodrepanium.

## Géneros
- Drepanophyllum
- Mniomalia
- Phyllodrepanium